# Tekovské Lužany
Tekovské Lužany (hongrois : Nagysalló) est un village de Slovaquie situé dans la région de Nitra.

## Histoire
Première mention écrite du village en 1156.

## Démographie

### Évolution de la population
| Année:               | 1994. | 2004.   | 2014.   | 2024.   |
| -------------------- | ----- | ------- | ------- | ------- |
| Nombre de personnes: | 2868  | 2937    | 2860    | 2825    |
| Différence:          |       | +2,40 % | -2,62 % | -1,22 % |

| Année:               | 2023. | 2024.   |
| -------------------- | ----- | ------- |
| Nombre de personnes: | 2810  | 2825    |
| Différence:          |       | +0,53 % |